# Hello! Ma Baby
Hello! Ma Baby è un brano musicale del 1899 composto da Joseph E. Howard e Ida Emerson e interpretato da Arthur Collins.

## Composizione e registrazione
Il brano, composto per la Tin Pan Alley, parla di un uomo che conosce la sua ragazza soltanto comunicando con lei tramite un telefono, un dispositivo che era all'epoca una novità relativamente recente e che meno del 10% degli statunitensi possedeva. Hello! Ma Baby è la prima canzone sul tema del telefono ad aver riscosso un certo successo. La parola Hello (lett. "ciao") contenuta nel titolo e usata nel testo della canzone allude al saluto che, in lingua inglese, si utilizza per fare una chiamata.
La prima versione della canzone venne interpretata da Arthur Collins e registrata su cilindro fonografico Edison 5470.

## Cover
- Nel disco delle Chordettes Sing Your Requests, uscito nel 1953, è presente una cover della traccia.
- Una delle versioni più conosciute di Hello! Ma Baby è quella interpretata dalla ranocchia Michigan J. Frog, comparsa nel cortometraggio animato della Warner Bros. Solo per te io canto del 1955.[3]
- L'album di Bing Crosby 101 Gang Songs del 1961 include un medley ove è riproposto il brano di Howard e Emerson.[4]
- I Phish hanno eseguito più volte dal vivo Hello! Ma Baby. Una delle loro interpretazioni della traccia è contenuta nel loro album dal vivo Niagara Falls del 2013.